# Pere Brasó
Pere Brasó Pons es un actor español que ha trabajado en teatro, cine y televisión, conocido principalmente por su participación en series de TV como Reina Roja, Legado, Karabudjan, Merlí: Sapere Aude, Pulsaciones, Caronte, Apaches, Luna, El Misterio de Calenda o Hispania. 

## Biografía
De vocación tardía, comenzó su formación en el Estudio Nancy Tuñón en 2001. Continuó su preparación en el HB Studio de Nueva York y en el Direct Method of Film, con Christopher Geitz.
Ha participado tanto en series dramáticas y thrillers (Descalç sobre la Terra Vermella, El Ministerio del Tiempo, La Casa de Papel, Mar de Plástico… ), como en comedias (Aída, Benvinguts a la Familia, Pelotas o El Crac).
En cine, ha trabajado con directores como Koldo Serra en 70 Bin Ladens (2019) y en Guernika (2015), con Oriol Paulo, en Contratiempo (2017) y El Cuerpo (2012), con Enrique Urbizu, en No habrá paz para los malvados (2010), con Icíar Bollaín, en También la Lluvia (2009), con F. González Molina, en Tengo Ganas de Tí (2011), con Iñaki Dorronsoro, en Plan de Fuga (2015), con Àlex y David Pastor, en The Last Days (2012), con Ventura Pons, en Mil Cretins (2010), con Elena Trapé, en Blog (2010) o con Lino Escalera, en No sé decir Adiós (2016).
Es licenciado en Filología Hispánica y en Filología Catalana por la Universitat Autònoma de Barcelona, en Periodismo por la Universidad Pompeu Fabra y Postgrado en Fotoperiodismo por la Universidad Autónoma de Barcelona.
En la actualidad vive entre Barcelona y Madrid.